# Nowołukoml
Nowołukoml, Nowałukoml (biał. Новалукомаль) – miasto na Białorusi w rejonie czaśnickim obwodu witebskiego.
W mieście znajduje się elektrownia cieplna o mocy 2400 MW, w czasie budowy której powstało miasto. Liczba mieszkańców w 2017 roku wynosiła ok. 13,1 tys.
W mieście jest towarowa stacja kolejowa Nowołukoml.

## Herb
Herb Nowołukomla został ustanowiony 20 stycznia 2006 roku rozporządzeniem prezydenta Białorusi nr 36.